# Donald Robertson (lekkoatleta)
Donald McNab Robertson (ur. 7 października 1905 w Glasgow, zm. 14 czerwca 1949 tamże) –  szkocki lekkoatleta specjalizujący się w biegach długodystansowych, olimpijczyk.
Na igrzyskach olimpijskich reprezentował Wielką Brytanię, a na igrzyskach Imperium Brytyjskiego Szkocję.
Zdobył srebrny medal biegu maratońskim na igrzyskach Imperium Brytyjskiego w 1934 w Londynie, przegrywając jedynie z Haroldem Websterem z Kanady, a wyprzedzając swego kolegę z reprezentacji Szkocji, obrońcę tytułu z 1930 Dunky’ego Wrighta.
Zajął 7. miejsce w maratonie na igrzyskach olimpijskich w 1936 w Berlinie i 4. miejsce w tej konkurencji na igrzyskach Imperium Brytyjskiego w 1938 w Sydney.
Był mistrzem Wielkiej Brytanii (AAA) w maratonie w latach 1932–1934, 1936, 1937 i 1939, wicemistrzem na tym dystansie w 1946 oraz brązowym medalistą w 1947. 
Zmarł w wieku 43 lat na zatorowość płucną.